# Antonielów (województwo świętokrzyskie)
Antonielów – wieś w Polsce, położona w województwie świętokrzyskim, w powiecie kieleckim, w gminie Łopuszno.
Antonielów założony został przez rodzinę Dobieckich w 1814, którzy osadzili tu na nieużytkach niemiecko-ewangelickie rodziny z Kaliskiego, Poznańskiego i Śląska. Była to największa kolonia niemiecka w dalekiej okolicy Kielc aż do II wojny światowej.
W latach 1975–1998 miejscowość administracyjnie należała do województwa kieleckiego.